# Amalie Materna

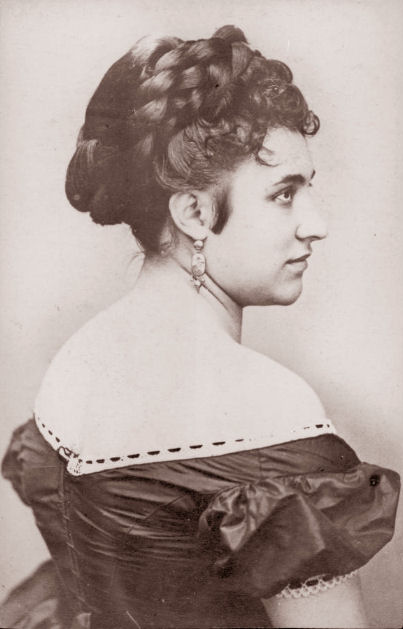
Amalie Materna.

Amalie Materna, född den 10 juli 1844 i Sankt Georgen an der Stiefing i Steiermark, död den 18 januari 1918 i Wien, var en österrikisk sångerska.
Amalie Materna debuterade i Graz 1865, gifte sig där med skådespelaren Karl Friedrich och engagerades jämte honom i Wien vid Karlteatern, varifrån hon 1869 övergick till hovoperan som primadonna. Utrustad med en mäktig, yppig sopranröst, utmärkte hon sig som Selika i Afrikanskan, Fidelio i operan med samma namn, Donna Anna i Don Juan, Isolde i Tristan och Isolde samt i Baireuth genom sin högdramatiska framstälning av Brünnhilde i Wagners Nibelungens ring 1876 och Kundry i Parsifal 1882, vilka roller hon kreerade. Hon lämnade scenen 1897 och verkade från 1902 som sånglärarinna i Wien, med titel av kejserlig kammarsångerska.